# Karl Feigel
Karl Feigel (* 17. März 1878 in Ansbach; † im 20. Jahrhundert) war ein deutscher Verwaltungsjurist, Bezirksamtsvorstand und Verwaltungsrichter.

## Leben
Karl Feigel studierte Rechtswissenschaften an der Ludwig-Maximilians-Universität München und der Friedrich-Alexander-Universität Erlangen-Nürnberg und leistete nach der ersten juristischen Staatsprüfung den dreijährigen Vorbereitungsdienst (Referendariat) beim Amts- und Landgericht Ansbach, Stadtmagistrat und Bezirksamt Ansbach. 1905 folgte das Große juristische Staatsexamen mit anschließender Anstellung als Assessor beim Stadtmagistrat Ansbach. 
Zum Jahresbeginn 1909 wechselte er als Akzessist zur Regierung von Oberfranken und wurde am 1. Februar 1910 Assessor beim Bezirksamt Mindelheim, wo er 1916 Amtsverweser war.  Zum 1. Oktober 1920 wurde er Regierungsrat bei der Regierung von Oberfranken, bevor er am 1. November 1925  Bezirksamtsvorstand in Regen wurde. Dort zum Jahresbeginn 1928 zum Oberregierungsrat ernannt, wurde er auf politischen Druck zum 1. Juli 1937 vorzeitig in den Ruhestand verabschiedet. Während des Zweiten Weltkrieges fand er als juristischer Hilfsarbeiter beim Landratsamt Ansbach eine Beschäftigung. Nach dem Krieg kam er, bevor er zum 1. Oktober 1946 als Verwaltungsgerichtsdirektor beim Verwaltungsgericht Ansbach eine Anstellung fand, noch einmal als Oberregierungsrat zur Regierung von Ober- und Mittelfranken. Feigel kehrte zur Regierung von Mittelfranken zurück, wurde dort zum 15. April 1948 Regierungsdirektor und zum Jahresbeginn 1949 in den Ruhestand verabschiedet.